# Parasicyos
Parasicyos là một chi thực vật có hoa trong họ Cucurbitaceae.

## Loài
Chi Parasicyos gồm các loài: